# 1746 Brouwer
1746 Brouwer је астероид са пречником од приближно 64,25 km.
Афел астероида је на удаљености од 4,768 астрономских јединица (АЈ) од Сунца, а перихел на 3,149 АЈ.
Ексцентрицитет орбите износи 0,204, инклинација (нагиб) орбите у односу на раван еклиптике 8,378 степени, а орбитални период износи 2877,491 дана (7,878 година).
Апсолутна магнитуда астероида је 9,95 а геометријски албедо 0,044.
Астероид је откривен 14. септембра 1963. године.